# یوشیدا تسونه‌فوسا
یوشیدا تسونه‌فوسا (به ژاپنی: 吉田経房); ۱ ژانویهٔ ۱۱۴۲ – ۲۷ مارس ۱۲۰۰) کوگه در اواخر دوره هی‌آن و اوایل شوگون‌سالاری کاماکورا پسر فوجیوارا میتسوفوسا بود. دفتر خاطرات وی بنام کیکی (دفتر خاطرات) یکی از منابع در مورد جنگ گنپی است.